# Digitalism
Digitalism is een duo uit Duitsland, opgericht in 2004, dat elektronische muziek produceert. Het bestaat uit Jens Moelle en Ismail Tuefekci. Ze staan onder contract bij het Franse label Kitsuné Music, en hebben onder dat label vier singles uitgebracht: Idealistic, Zdarlight, Jupiter Room en Terrorlight. Onder het label Astralwerks hebben ze hun album Idealism uitgebracht.
Digitalism heeft ook remixes gemaakt voor onder andere Tom Vek, The Futureheads, Daft Punk, Tiga, Klaxons, Depeche Mode, The Cure en Cut Copy. Hun nummers en remixes worden gedraaid door dj's als Erol Alkan, 2 Many DJ's, Boys Noize en Justice.
Jens Moelle heeft ook een solo ep onder Kitsuné Music uitgebracht, onder de naam Palermo Disko Machine.
Digitalisms debuutalbum, Idealism, is uitgebracht op 9 mei 2007 in Japan en op 21 mei 2007 in Frankrijk en Noord-Amerika.
De Pogo EP is uitgebracht in mei ter ondersteuning van de lp, met twee alternatieve versies van het nummer.
De The Twelve Inches EP bevat de nummers Idealistic, Zdarlight en Jupiter Room.
Het nummer Pogo is te horen in de Electronic Arts-computergames FIFA 08 en Need for Speed: Pro Street. Later werden ook onder andere de nummers Circles (FIFA 12) en Shangri-La (FIFA 17) gebruikt als gamesoundtrack.

## Discografie

### Albums
- Idealism (2007)
- I Love You, Dude (2011)
- DJ Kicks-In (2012)
- Mirage (2016)

### Ep's
- Twelve Inches EP (2007)
- Hands On Idealism EP (2008)
- Moshi Moshi EP (2008)

### Singles
- "Idealistic" (2004)
- "Zdarlight" (2005)
- "Jupiter Room" (2006)
- "Terrorlight" (2007)
- "Pogo" (2007)
- "Taken Away" (2008)
- " ZDRLT (Rewind) / Jupiter Room (Planetary Lobby Version)" (2008)
- "Blitz" (2010)